# Show (песня)
«Show» (с англ. — «Шоу») — песня российского рэп-исполнителя Моргенштерна, выпущенная 17 мая 2021 года лейблом Atlantic Records Russia через цифровую дистрибуцию. Является рекламным синглом, приуроченным к выходу четвёртого студийного альбома рэпера Million Dollar: Happiness, и одновременно открывающей песней с этого альбома. Вместе с выходом трека состоялась премьера музыкального видео, в котором Моргенштерн предстал в образе циркового клоуна.
Текст к «Show» был написан самим Алишером Моргенштерном, а за продюсирование трека отвечал казахстанский битмейкер Алишер «Leezey» Абдулкаримов, записавший для рэпера 15 демо-записей из которых была выбрана только одна. Сингл посвящён главной идее творческой философии артиста — о примитивности рэпа и положении Моргенштерна в качестве главного «клоуна» российской музыкальной индустрии.
В целом как сам трек так и музыкальный клип к нему были восприняты положительно. Музыкальные критики и журналисты называли «Show» лучшим треком с альбома Million Dollar: Happiness, который в большинстве своём был наполнен низкокачественными шутливыми записями. Клип вошёл в «Топ-10 клипов года» видеохостинга YouTube, набрав 45 миллионов просмотров и тем самым заняв 7 место в списке.

## Создание и релиз
2021 год начался для артиста с релиза синглов, записанных совместно с другими рэперами: «Дегенерат (Deluxe)» с блогером Джараховым, «Розовое Вино 2» совместно с Yung Trappa, а также новая версия трека «Я волна» с её автором DJ Smash. Далее последовал наиболее плодотворный месяц — май, за который Алишер Моргенштерн успел выпустить три сингла и два студийных альбома — дилогию Million Dollar: Happiness и Million Dollar: Business. Что же до синглов, то их Моргенштерн выпустил один за другим в промежуток составивший десять дней: первым стал трек «Дуло» — 7 мая — спродюсированый давним товарищем Алишера битмейкером Slava Marlow и являющийся рекламой компьютерной игры War Thunder; второй релиз за месяц — «ремикс» на трек «Cristal & Моёт», записанный совместно с Soda Luv, blago white, OG Buda & Mayot, вышедший 14 мая. Через три дня после этого состоялся выход сингла «Show», предваряющего собой выход Million Dollar: Happiness.
Ответственным за бит на этот раз стал казахстанский битмейкер Алишер «Leezey» Абдулкаримов, известный по сотрудничеству с рэпером GONE.Fludd над треком «Дрипсэт» с мини-альбома «Суперчуитс». В интервью для YouTube-передачи «По студиям» Leezey рассказал о процессе создания музыки для трека. Так, он признался, что где-то в середине сентября 2020 года через личные сообщения в социальной сети Инстаграм получил предложение от Алишера поработать вместе над треками для его будущего альбома. Leezey согласился, и уже в дальнейшем отправлял Моргенштерну множество различных демо-записей через Телеграм. Из 15 предложенных работ артист выбрал только одну, бит с тем же черновым названием, что и у конечного трека — «Show», который Leezey также записал в сентябре, вскоре после начала работы на Моргенштерна. В апреле Алишер попросил битмейкера прислать ему трекаут бита (исходник). Примерно в то же время начались съёмки клипа на песню.
Текст песни был написан самим Алишером Моргенштерном, при этом сам артист отмечал, что вкупе с написанием других песен с альбома Happiness он сделал это за два дня. Композицию Моргенштерн посвятил своей творческой философии: о том, что рэп — это крайне примитивный жанр, творить в котором может каждый. Добившись масштабной популярности, признания в этом жанре и заработав на своих треках внушительные суммы, Алишер стал называть себя «главным клоуном», выступающим на потеху публике, что выражается в строчках припева: «Все хотят от меня шоу, все хотят — я дам им шоу. Все хотят ещё, ещё, я хочу нулей на счёт». Подобным темам полностью посвящён альбом Million Dollar: Happiness, для которого трек «Show» стал не просто открывающим, а вводящим слушателя в «курс дела» и тематики пластинки.
17 мая 2021 года Моргенштерн через сторис в своём Инстаграме анонсировал выход новой песни: «Три трека в чартах одновременно это, конечно, прикольно, но маловато, поэтому сегодня в полночь ещё один». Как и было обещано, в тот же день состоялся выход «Show» на лейбле Atlantic Records Russia через цифровую дистрибуцию. «Show» являлся рекламным синглом, приуроченным к выходу четвёртого студийного альбома Алишера, Million Dollar: Happiness, в котором трек стал открывающим. Сингл имеет ту же самую обложку, что и полноформатный Happiness: на ней на жёлтом фоне изображена половина лица Моргенштерна в анфас в костюме клоуна из клипа «Show». Как позже признавался артист на интервью у украинского блогера Дмитрия Гордона, жёлтая цветовая гамма обложки отсылает к третьему студийному альбому казахского рэпера Скриптонита «Уроборос: Улица 36», так как по мнению Алишера «и то, и то — навсегда».

### Музыкальный клип
Нам отказали все государственные цирки России, не понимаю, чего они так испугались. Тем временем мы не сдавались и завалились нашей весёлой командой в частный цирк шапито, где нас с удовольствием приняли. За 18 часов задекорировали, осветлили и сняли клип. Горжусь командой — вы огромные молодцы!

— Режиссёр Александр Романов о процессе съёмок.
Премьера клипа состоялась в тот же день, что и выход сингла. В клипе Алишер Моргенштерн предстал в образе циркового клоуна с красным париком и белым гримом, а местом действия стал цирковой тент, при этом читая текст трека, Алишер попутно «вымученно» веселит публику и выполняет различные «цирковые» действия: например, им стреляют из пушки. Как за и последующие экранизации треков с дилогии Million Dollar, за съёмки музыкального видео к «Show» отвечала команда Romanov Production во главе с самим Александром Романовым, выступившим режиссёром клипа. До этого Алишер уже работал со студией над видео к синглам «Дуло» и «Cristal & Моёт». Романов отмечал, что Алишер стремился выполнять все трюки самостоятельно: «на клипе Show он хотел лететь вместо куклы, но я его сдержал и сказал, что будет веселее, если это будет кукла без штанов… вообще прокатило, но в шар с мотоциклистом он всё равно полез».
Все клипы треков с дилогии Million Dollar объедены общим сюжетом и являются продолжением друг друга. Так, клип на трек «Pablo» продолжает действие клипа «Show», после того как рэпером выстреливают из пушки и он улетает за пределы цирка, а видео на завершающий Million Dollar: Business трек «Я когда-нибудь уйду» заканчивает повествование, согласно которому Моргенштерн изобретает машину времени и с помощью неё отправляется в прошлое, во времена выхода «Нового мерина», убивает версию себя из прошлого и занимает его место. Как и трек, видео «Я когда-нибудь уйду» завершается первыми кадрами и нотами «Show», таким образом «закольцовывая» сюжет клипов и повествование двух альбомов. По состоянию на 16 августа 2022 года музыкальное видео набрало больше 54 миллионов просмотров.

## Восприятие
«Show» вошёл в список «Лучших треков 2021 года» по версии редакции сайта «ТНТ Music». Помимо этого композиция также стала одной из самых популярных песен лета по версии музыкальной стриминговой платформы Spotify, заняв в топе 13 место, но при этом уступив треку «Aristocrat» с Million Dollar: Business, закрепившемуся на 8 месте. Спустя день с релиза, сингл закрепился на 3 месте чарта «VK Музыки» и 8 чарта Apple Music. Более того, «Show» стала самой прослушиваемой композицией с альбома Million Dollar: Happiness, заняв через два дня с момента выхода студийного альбома второе место в чарте Apple Music; всё это с учётом того, что сингл был выпущен за три дня до релиза самой пластинки. Вторым самым популярным треком с Happiness согласно чарту стал «Pablo», занявший третье место.
Владимир Завьялов представляющий сайт «Афиша Daily» назвал «Show» главным треком с альбома Million Dollar: Happiness, однако раскритиковал как «Show», так и весь альбом в целом за чрезмерную предсказуемость: «Алишер уверяет, что даст нам шоу, — мы сомневаемся». В рецензии на альбомы дилогии Million Dollar редактор издания «ТНТ Music» Руслан Тихонов назвал трек «Show» «лучшим моментом первого диска», но несмотря на это заявил, что сингл «оставлял после просмотра ощущение важного, но настораживающего заявления». По мнению Тихонова, клип на песню показал Моргенштерна не просто как тролля и «главного шоумена Рашки», но как измученного аплодисментами клоуна, «чьё призвание ― бесперебойно развлекать публику до самого конца».
Музыкальное видео на «Show» удостоилось отдельных похвал журналистов. Редакция сайта «ТНТ Music» включила клип на «Show» в свой список «Лучших клипов 2021 года», назвав его лучшим среди экранизаций треков с альбомов Million Dollar: Happiness и Million Dollar: Business. Вошёл клип и в «Топ-10 клипов года» видеохостинга YouTube: набравший на момент 1 декабря 45 миллионов просмотров «Show» занял 7 место, уступив клипу на рекламный сингл «Дуло», занявшего 2 место с 79 миллионами просмотров.

## Список композиций
| №  | Название | Текст песни        | Музыка              | Длительность |
| -- | -------- | ------------------ | ------------------- | ------------ |
| 1. | «Show»   | Алишер Моргенштерн | Алишер Абдулкаримов | 1:38         |

## Позиции в чартах
| Чарт (2021)                           | Высшая позиция |
| ------------------------------------- | -------------- |
| Россия («ВКонтакте»)                  | 2              |
| Россия («Яндекс.Музыка»)              | 8              |
| Россия (Spotify)                      | 1              |
| Россия (Apple Music)                  | 4              |
| Россия (Apple Music: Москва)          | 3              |
| Россия (Apple Music: Санкт-Петербург) | 3              |
| Россия (Top YouTube Hits)             | 1              |
| Россия («Музыка Первого: Лавчарт»)    | 1              |
| Россия («Муз-ТВ»)                     | 7              |
| Россия («Муз-ТВ: Русский чарт»)       | 3              |